# NXP Semiconductors
NXP Semiconductors é uma empresa de semicondutores com sede em Eindhoven, nos Países Baixos.

## História

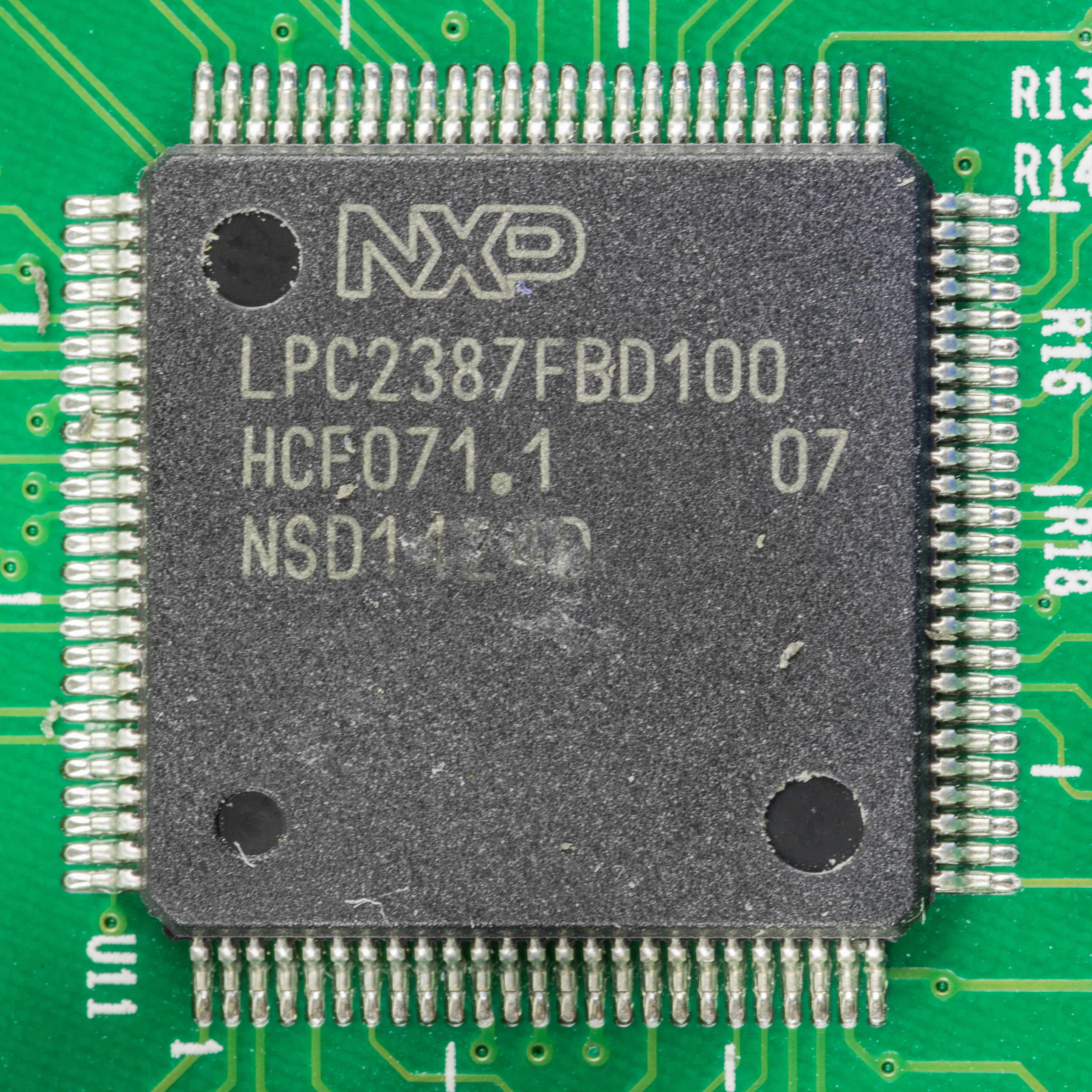
Chip da NXP Semiconductors.

A empresa foi fundada originalmente em 1975 pela Philips com nome de Philips Semiconductors, porém em Agosto de 2006 a Philips anunciou a venda da sua divisão de semicondutores e a empresa passou a se chamar então de NXP Semiconductors.
Em Dezembro de 2015 a NXP fechou a compra da multinacional de semicondutores americana Freescale Semiconductor por 12 bilhões de dólares.
Atualmente a empresa esta presente 35 países, 45.000 funcionários e cerca de 130 filiais pelo mundo.

### Venda para a Qualcomm
No dia 27 de outubro de 2016, a Qualcomm anunciou que fechou a compra da NXP Semiconductors por 47 bilhões de dólares, com a aquisição que se completou no final de 2017, se tornando uma companhia com um faturamento anual de 30 bilhões de dólares.